# Axa (Comic)
Axa ist ein von Donne Avenell geschriebener und von Enrique Badía Romero gezeichneter Endzeitcomic. Die Protagonistin Axa, eine mit einem Schwert bewaffnete und wenn überhaupt dann in einem knappen Fellbikini gekleidete Heldin, kämpft in einer postkataklystischen Welt, wo die letzten gesunden Menschen in Glaskuppelstädten leben, um ihr Überleben zu sichern. Axa verlässt eine dieser Städte und durchwandert die zerstörte Welt, wobei sie von Mutanten und verseuchten Wesen verfolgt wird.

## Erscheinen
In den Jahren 1978 bis 1986 erschien der Comicstrip in der britischen Boulevardzeitung The Sun. Seitdem hat er einige Übersetzungen erfahren, beispielsweise ins Schwedische, Französische und Deutsche. In Deutschland sind zwischen 1985 und 1990 im Reiner Feest Verlag mehrere Alben erschienen.

## Rezeption
Nach Andreas C. Knigge wäre der Strip, dem er ein „schlichtes Strickmuster“ bescheinigt, „ohne die zeitweisen Strip-Einlagen [...] sicherlich schon lange in Vergessenheit geraten“. Knigge sieht auch einen direkten Zusammenhang zwischen dem Erscheinen von Axa, deren Charakterisierung er als „fade“ empfindet, in der Sun und deren Aufstieg zur auflagenstärksten Boulevardzeitung Großbritanniens. Harald Havas vermutet, dass nicht nur die mutierten Primitiven, sondern auch die Leser, „immer nur das Eine von ihr wollen“ und der Comic „ohne die obligatorischen Entkleidungen seiner Heldin kaum weitere Beachtung“ verdiene.

## Verfilmung
Es ist eine Verfilmung geplant, jedoch sind keine Informationen über den Produktionsstand bekannt.

## Spiel
2011 ist ein Spiel für Java-fähige Mobiltelefone erschienen, das auf der Axa-Figur basiert. Das Action-Adventure enthält mehrere Originalillustrationen von Enrique Badía Romero, ist aber ein neues, eigenständiges Abenteuer der Heldin.
Das Spiel ist eine Co-Produktion von Dark Crystal Entertainment und Unizarre International Film & Television Productions.